# Primer (pel·lícula)
|  | Per a altres significats, vegeu «Primer». |

Primer és una pel·lícula estatunidenca de ciència-ficció dirigida per Shane Carruth. Va rebre el gran premi del jurat al festival de Sundance de 2004. Ha estat doblada al català. Va ser nominada per l'Independent Spirit al millor primer guió.

## Argument

Esquema del viatge temporal a Primer.

En un suburbi de cases unifamiliars estatunidenc, un grup de quatre enginyers passen el seu temps lliure construint una màquina capaç de reduir la massa dels objectes. Dos de ells, Aaron i Abe, descobreixen casualment una aplicació inesperada d'aquesta màquina: la possibilitat de tornar a un passat pròxim. Aleshores pensen poder treure profit de la seva inventiva anticipant els resultats de la borsa, però les coses poden escapar-los...
Per tornar al passat, han d'activar la màquina i aleshores programar la seva data d'arribada en aquest moment precís, el viatger no pot tornar abans d'aquesta activació.
Abe decideix primer provar sol la màquina. Després d'haver activat la màquina, marxa a amagar-se a una habitació d'hotel durant 6 hores abans de tornar a la màquina, entrar-hi i tornar 6 hores al passat, mentre que el seu primer "ell" (diguem-li Abe0) anava a l'hotel. Sabent que el seu "ell" d'origen resta ocult tota la jornada, ell (Abe1, que ha fet ja un bucle al temps) explica la situació a Aaron que d'entrada no hi creu gaire, però canvia de parer quan percep el "ell" precedent d'Abe (Abe0) abandona l'hotel i va a la màquina.
L'endemà, Aaron i Abe tornen a la màquina i decideixen de reproduir la tècnica que Abe havia emprat la vigília Ho aprofiten per guanyar a la borsa. Tanmateix, a mesura que multipliquen els bucles per augmentar progressivament els seus guanys, s'acumulen petites variacions i canvien dramàticament la naturalesa de la seva experiència.

## Repartiment
- Shane Carruth: Aaron
- David Sullivan: Abe
- Casey Gooden: Robert
- Anand Upadhyaya: Phillip
- Carrie Crawford: Kara
- Jay Butler: Treballador del metall
- John Carruth: home en el sofà #1
- Juan Tapia: home en el sofà #2
- Ashley Warren: Hostessa
- Samantha Thomson: Rachel Granger
- Chip Carruth: Thomas Granger
- Delaney Price: Laney
- Jack Pyland: Col·lega d'Aaron
- Keith Bradshaw: Tècnic de manteniment
- Ashok Upadhyaya: Tècnic de laboratori

## Crítica
- "Primer és la mena de pel·lícula que tindrà legió d'estudiosos i imitadors. Carruth ha aconseguit inventar una cosa que ens fascina"[3]
- "És exasperant, fascinant i completament satisfactòria. (...) Puntuació: ★★★ ½ (sobre 4)."[4]
- "Primer no és per a tots els gustos, òbviament. Però si connecta amb tu, prepara't perquè t'obsessiona."[5]